# Ambicodamus crinitus
Ambicodamus crinitus är en spindelart som först beskrevs av Ludwig Carl Christian Koch 1872.  Ambicodamus crinitus ingår i släktet Ambicodamus och familjen Nicodamidae. Inga underarter finns listade i Catalogue of Life.